# SHOOT BOXING 2016 act.3
SHOOT BOXING 2016 act.3（シュートボクシング 2016 アクト3）は、シュートボクシングの大会の一つ。2016年6月5日、東京都文京区後楽園ホールで開催された。

## 大会概要
不可思がシュートボクシングへ初出場。

合計6つのKO（TKO含む）が出るという、勢いのある大会となった。

## 試合結果
第1試合 スーパーバンタム級=55.0㎏　エキスパートクラス特別ルール
◯  日本 マツシマタヨリ vs.  日本 白川太一 ×
3R 終了 判定3-0（30-25、29-25、30-25）
第2試合 スーパーフェザー級=60.0㎏　エキスパートクラス特別ルール
◯  日本 コマツ・ザ・バーバリアン vs.  日本 嶋田昌洋 ×
3R 終了 判定3-0（30-28、30-27、30-28）
第3試合 スーパーバンタム級＝55.0kg契約　エキスパートクラス特別ルール　3分3R
×  日本 大桑宏章 vs.  日本 平山滉大 ◯
3R 終了 判定3-0（25-30、25-30、26-30）
第4試合 57.0kg契約　エキスパートクラス特別ルール　3分3R
◯  日本 笠原弘希 vs.  日本 坂村充志 ×
3R 2分31秒 終了 TKO（右目負傷によりレフェリーストップ）
第5試合 スーパーフェザー級＝60.0kg エキスパートクラス特別ルール　3分3R
×  日本 村田聖明 vs.  日本 賢一TenCloverGym ◯
3R 0分44秒 終了 KO（右ハイキック）
第6試合 57.0kg契約 エキスパートクラス特別ルール　3分3R
◯  日本 伏見和之 vs.  日本 直也 ×
2R 1分54秒 終了 TKO（3ノックダウン）
第7試合 ライト級＝62.5kg エキスパートクラス特別ルール　3分3R
◯  日本 海人 vs.  日本 大山洋明 ×
3R 終了 判定3-0（30-28、30-27、30-29）
第8試合 スーパーウェルター級＝70.0kg エキスパートクラス特別ルール　3分3R
◯  日本 北斗拳太郎 vs.  日本 田中STRIKE雄基 ×
1R終了時 終了 KO（右ストレート）
第9試合 70.5kg契約　エキスパートクラス特別ルール　3分3R
×  日本 坂本優起 vs.  フランス バグダッド・ジャダン ◯
3R 終了 判定2-0（29-30、29-30、29-29）
第10試合 セミファイナル　エキスパートクラス特別ルール　64.0kg契約　3分5R
◯  日本 不可思 vs.  ベルギー バリーズ・カラバス ×
3R 終了 判定3-0（右ハイキック）
第11試合 メインイベント　エキスパートクラス特別ルール　スーパーライト級　3分3R
◯  タイ タップロン・ハーデスワークアウト vs.  日本 MASAYA ×
3R 2分07秒 終了 KO（左ストレート）